# Torilis arvensis
Torilis arvensis é uma espécie de planta com flor pertencente à família Apiaceae. 
A autoridade científica da espécie é (Huds.) Link, tendo sido publicada em Enumeratio Plantarum Horti Regii Berolinensis Altera 1: 265. 1821.

## Portugal
Trata-se de uma espécie presente no território português, nomeadamente os seguintes táxones infraespecíficos:
- Torilis arvensis subsp. recta - presente em Portugal Continental. Em termos de naturalidade é nativa da região atrás referida. Não se encontra protegida por legislação portuguesa ou da Comunidade Europeia.
- Torilis arvensis subsp. neglecta - presente em Portugal Continental, no Arquipélago dos Açores e no Arquipélago da Madeira. Em termos de naturalidade é nativa de Portugal Continental e do Arquipélago da Madeira e introduzida no Arquipélago dos Açores. Não se encontra protegida por legislação portuguesa ou da Comunidade Europeia.
- Torilis arvensis subsp. purpurea - presente em Portugal Continental e no Arquipélago da Madeira. Em termos de naturalidade é nativa das duas regiões atrás referidas. Não se encontra protegida por legislação portuguesa ou da Comunidade Europeia.
- Torilis arvensis subsp. arvensis - presente no Arquipélago dos Açores e no Arquipélago da Madeira. Em termos de naturalidade é nativa do Arquipélago da Madeira e introduzida no Arquipélago dos Açores. Não se encontra protegida por legislação portuguesa ou da Comunidade Europeia.